# North Anston
North Anston – osada w Anglii, w South Yorkshire, w dystrykcie (unitary authority) Rotherham. Leży 12,4 km od miasta Rotherham, 17,2 km od miasta Sheffield i 219,1 km od Londynu. North Anston jest wspomniana w Domesday Book (1086) jako Anestan.